# Wehrmachtnachrichtenverbindungen
Die Amtsgruppe Wehrmachtnachrichtenverbindungen (kurz: Ag. WNV, AgWNV, WNV oder OKW/WNV) war eine Dienststelle der Wehrmacht während des Zweiten Weltkriegs. Zur „Amtsgruppe“ wurde sie am 1. Februar 1942, nachdem sie zuvor als „Stab Wehrmachtnachrichtenverbindungen“ bezeichnet worden war. Ihr unterstand unter anderem OKW/Chi (eigentlich: OKW/WNV/Chi), die Chiffrierabteilung des Oberkommandos der Wehrmacht (OKW) sowie OKW/WNV/Fu, die für das Funkwesen zuständige Abteilung des OKW.

## Unterstellung
Einem Dokument, das im nun teilweise öffentlich zugänglichen TICOM-Archiv verfügbar ist und das damals als TOP SECRET eingestuft wurde, lässt sich die Unterstellung der AgWNV innerhalb des OKW entnehmen.
- Oberkommando der Wehrmacht (OKW), Generalfeldmarschall Wilhelm Keitel
- Wehrmachtführungsstab (WFSt), Generaloberst Alfred Jodl
- Amt Nachrichtenverbindungswesen (NVW), General der Nachrichtentruppen Erich Fellgiebel
- Amtsgruppe Wehrmachtnachrichtenverbindungen (AgWNV), Generalleutnant Fritz Thiele